# Matías Rey
Matías Alejandro Rey (* 1. Dezember 1984 in San Fernando, Buenos Aires) ist ein argentinischer Hockeyspieler.

## Karriere
Rey gab sein internationales Turnierdebüt bei den Juniorenweltmeisterschaften 2005, die er mit dem Nachwuchsteam gewinnen konnte. 2007 wurde er mit der Argentinischen Nationalmannschaft Vizemeister bei den Panamerikanischen Spielen, als sein Team im Penaltyschießen gegen Kanada unterlag, bevor er im Folgejahr bei der Champions Trophy die Bronzemedaille gewann. Seinen ersten Titel mit dem Nationalteam im Erwachsenenbereich erspielte er 2013, als er beim Pan American Cup triumphierte. Im Jahr darauf stand Rey bei den Weltmeisterschaften in Den Haag auf dem Podium, bevor er 2015 bei den Panamerikanischen Spielen siegte. 2016 wurde der Verteidiger für die Olympischen Spiele in Rio de Janeiro nominiert. Im Finale des Turniers siegte Argentinien mit 4:2 gegen die belgische Auswahl. Im folgenden Jahr verteidigte er den Titel beim Pan American Cup, während er in der Hockey World League hinter Australien Zweiter wurde. 2019 gewann Rey durch einen 5:2-Sieg gegen Kanada mit der Nationalmannschaft seinen zweiten Titel bei den Panamerikanischen Spielen. Zur Saison 2020/21 wechselte der Argentinier nach fünfzehn Jahren beim Real Club de Polo de Barcelona zu einem Verein in seinem Heimatland. Mit dem spanischen Club gewann Rey sieben Mal den Pokalwettbewerb Copa de S.M. el Rey und wurde fünffacher Meister in der höchsten spanischen Liga, der Division de Honor Masculina - A. Während Argentinien 2021 bei den Olympischen Spielen als Titelverteidiger bereits im Viertelfinale ausschied, siegte die Mannschaft mit Rey, der als bester Spieler des Turniers ausgezeichnet wurde, 2022 beim Pan American Cup. Bei den Olympischen Spielen 2024 in Paris scheiterte Rey mit dem Team erneut im Viertelfinale.